# 3个T
3个T（英語：The Three Ts）是英语世界中对在中国的审查制度中三个非常敏感话题的合称，指台湾（Taiwan）、西藏（Tibet）及六四事件（Tiananmen Square protests）。对中国共产党来说，这三个话题是非常敏感的话题，因此遭到了严厉的审查。

## 概述
非中国公民被建议不要与中国公民探讨3个T相关的话题，因为这可能使后者处于“不舒服”的境地。
记者赵懿曾被告知不要报道中国境内3个T相关的内容。
英国大学的学者们被施压要求避免谈及3个T，并应赞扬中国共产党。中国政府威胁他们若他们不这么做就将取消他们的签证。
海峡两岸关系协会会长汪道涵在1998年时表示，3个T是中国对外宣传面临的一大挑战。

## 衍生

### 2个T
对于商业界来说，一般他们只需面临两个T，台湾和西藏。在中国经营的外国公司必须小心谨慎，避免在这两个问题上出现与党的路线不同的情况。由于许多大企业的发展受益于中国的外包工人，他们无法在不激怒中共的情况下对中国的人权侵犯行为发表意见，并可能会因为发表意见而失去中国市场。例如，2019年休斯敦火箭队的达雷尔·莫雷发推文支持反對逃犯條例修訂草案運動中的示威者。随后，在压力之下，莫雷删掉了推文，且NBA也发表声明致歉。

### 3个T和2个C
除了台湾、西藏和天安门外，对中国共产党的批评（criticism of the CCP）和“邪教”（cult）法轮功亦是敏感话题，因此有时并称为3个T和2个C。